# Groupe Gavio
Le Groupe Gavio SpA est un groupe industriel italien très polyvalent, créé et dirigé par la famille Gavio. Le siège social est situé à Tortone. Le chiffre d'affaires global du groupe a été de 3,9 milliards d'euros en 2014.

## Histoire
Au tout début du XXe siècle, en 1901, Marcello Gavio crée, à Castelnuovo Scrivia, une petite bourgade agricole piémontaise, dans la province d'Alexandrie, une petite entreprise de transports de céréales et autres produits agricoles, avec des charrettes trainées par des chevaux.
Cette passion pour les transports et la logistique sera transmise à son fils Beniamino et ses petits enfants Marcellino et Pietro.
Les deux frères feront leur entrée dans l'entreprise dans les années 1950, dès leur majorité et développeront l'activité de transport de marchandises vers les grands ports du nord de l'Italie. Au début des années 1960, ils deviendront le plus important transporteur de produits pétroliers sur route.
C'est avec le miracle économique italien que les frères Gavio diversifieront leurs activités et s'intéresseront alors au secteur de la construction en créant les sociétés Edilvie, spécialiste des revêtements de routes, Itinera, Codelfa et Marcora.
Au milieu des années 1990, le Groupe rachète une des plus importantes entreprises de constructions italienne, Grassetto Lavori SpA, devenant ainsi un des premiers groupes de travaux publics en Italie. Il s'intéresse aussi à la gestion des autoroutes et rachète la société SATAP, qui possède l'autoroute Turin-Plaisance et ASTM, un tronçon de l'autoroute A4, l'autoroute reliant Turin à Milan.
Confiant dans le développement du trafic autoroutier, le Groupe a poursuivi ses investissements dans ce secteur avec la reprise des sociétés concessionnaires SALT (Société des autoroutes Ligurie-Toscane), l'Autoroute des Fleurs, l'autoroute de la Cisa, la SAV, l'autoroute Asti-Coni et la Turin-Savone.
En 2014, le Groupe Gavio est le 4e opérateur autoroutier au monde avec un réseau de 3.320 km, dont 1.460 km en Italie et 1.860 km au Brésil à travers sa filiale locale EcoRodovias et 84 km en Grande-Bretagne.
Dans le secteur des constructions et des travaux publics, le Groupe a concentré ses activités autour de la société Itinera SpA qui est un acteur très important dans ce domaine en Italie et dans le monde.
Le groupe Gavio est aussi présent dans d'autres secteurs de l'économie, comme la technologie de l'information, l’ingénierie, et la construction navale, avec des marques de yachts de luxe.

## Composition du groupe Gavio
- Holding de participations : IGLI SpA
- Holding d'ingénierie autoroutière ASTM.
- Holding gestion autoroutières : SIAS qui détient les sociétés concessionnaires d'autoroutes et de parkings SIAS Parking :
  - SATAP - autoroutes A4 Turin-Milan & A21 Turin-Alexandrie (300 km)
  - SALT - autoroute A12 - Sestri Levante-Livourne-La Spezia (155 km)
  - ADF - autoroute "des Fleurs" A10 - Savone-Ventimille (113 km)
  - CISA - autoroute de la Cisa A15  - La Spezia-Parme (182 km)
  - SAV - autoroute A5 de la Vallée d'Aoste - Aoste-Quincinetto (60 km)
  - ATS - autoroute A6 - Turin-Savone (131 km)
  - Asti-Cuneo - Autoroute A33 dont une partie en construction (78 en service/34,45 en construction

Elle détient également des participations minoritaires dans les sociétés :
- - ATIVA - Autoroute A5 Turin-Aoste & système autoroutier de contournement de Turin (156 km) 41,17 %
  - SITAF S.p.A. - tunnel autoroutier et autoroute du Fréjus (94 km) 36,53 %
  - SITRASB S.p.A.- tunnel autoroutier et accès du Grand St Bernard (12,8 km) 36,50 %
  - TE - A58 système autoroutier du contournement extérieur Est de Milan (2015) (32 km en service) 8,46 %
  - BREBEMI - autoroute A35 Brescia-Bergame-Milan (2014) (62,1 km) 2,71 %
- Itinera : entreprise General Contractor dans le domaine des travaux publics avec sa filiale Interstrade
- Ingénierie avec les sociétés SINA et SINECO
- Transports avec les sociétés Autosped (350 tracteurs et 650 semi-remorques) et Gavio & Torti (70 tracteurs et 170 semi-remorques)
- Tomatofarm : conserverie de tomates sous toutes les formes : tomates pelées en conserve, purée de tomates, concentrés et semi-concentrés.
- Sinelec : société de services informatiques créant des logiciels spécifiques, les systèmes de signalisation à panneaux à messages variables et les systèmes de péages routiers avec ou sans contact,
- Euroimpianti Electronic : entreprise d'électricité capable de produire tous types de tableaux électriques, installer l'éclairage public à LEDs sur autoroutes et dans les villes,
- CIE - Compagnia Italiana Energia : société de production et vente d'énergie électrique de toutes origines : photovoltaïque, biomasse, hydroélectrique, éolienne, cogénération, etc.
- chantiers navals de plaisance de luxe, sous les marques italiennes  Baglietto Yachts et Cerri Cantieri Navali, et américaine Bertram Yachts.